# تسونامي
تسونامي (من اليابانية: 津波) هي سلسلة من الموجات التي تحدث في جسم مائي بسبب إزاحة كمية كبيرة من الماء عادة في محيط أو بحيرة شاسعة. قد تتسبب بعض الظواهر الطبيعية مثل الزلازل والانفجارات البركانية والانفجارات تحت الماء (بما في ذلك التفجيرات والانهيارات الأرضية وانقسام الأنهار الجليدية وتأثيرات النيزك والاضطرابات الأخرى) سواء تلك التي تحدث فوق أو تحت الماء في حدوث تسونامي، وعلى عكس موجات المحيط المنتظمة الناتجة عن هبوب الرياح أو المد والجزر الناتجة عن جاذبية القمر والشمس، ينشأ التسونامي من إزاحة المياه الناتجة عن طاقة هائلة.
تختلف أمواج التسونامي عن التيارات البحرية العادية أو أمواج البحر لأن طول موجتها أطول بكثير. فبدلاً من الظهور كموجة متكسرة، قد يشبه التسونامي في البداية المد المتصاعد بسرعة. لهذا السبب غالبًا ما يشار إليها باسم موجة المد والجزر، على الرغم من أن هذا المصطلح لا يفضله المجتمع العلمي لأنه قد يعطي انطباعًا خاطئًا بوجود علاقة سببية بين المد والجزر وأمواج تسونامي. تتكون موجات التسونامي عمومًا من سلسلة من الموجات، تتراوح مدتها من دقائق إلى ساعات، وتصل إلى ما يسمى "حزمة موجية". ويمكن أن يصل ارتفاع الأمواج إلى عشرات الأمتار. وعلى الرغم من أن تأثير التسونامي يقتصر على المناطق الساحلية، إلا أن قوتها التدميرية قد تكون هائلة، ويمكن أن تؤثر على أحواض المحيطات بأكملها. يعد تسونامي المحيط الهندي عام 2004 أحد أكثر الكوارث الطبيعية فتكًا في تاريخ البشرية، حيث قتل أو فقد ما لا يقل عن 230 ألف شخص في 14 دولة متاخمة للمحيط الهندي.
اقترح المؤرخ اليوناني القديم ثوسيديدس في كتابه تاريخ الحرب البيلوبونيسية في القرن الخامس قبل الميلاد أن موجات تسونامي كانت مرتبطة بزلازل الغواصات (الزلازل تحت الماء)، ومع ذلك، ظلت المعرفة حول التسونامي محدودة حتى القرن العشرين، ولا تزال العديد من الجوانب غير مفهومة بالكامل. تشمل المجالات الرئيسية للبحث الحالي تحديد سبب فشل بعض الزلازل الكبيرة في توليد موجات تسونامي بينما تنجح الزلازل الأقل قوة. يهدف هذا البحث المستمر إلى تعزيز دقة التنبؤ بحركة تسونامي عبر المحيطات وفهم كيفية تفاعل موجات تسونامي مع السواحل.

## المصطلحات

### تسونامي
مصطلح "تسونامي" هو استعارة من كلمة تسونامي اليابانية 津波، والتي تعني "موجة الميناء". بالنسبة لصيغة الجمع، يمكن للمرء إما اتباع الممارسة الإنجليزية العادية وإضافة حرف s، أو استخدام صيغة جمع ثابتة كما هو الحال في اللغة اليابانية. يقوم بعض المتحدثين باللغة الإنجليزية بتغيير الحرف الأول من الكلمة /ts/ إلى /s/ بإسقاط "t"، لأن اللغة الإنجليزية لا تسمح أصلاً بـ /ts/ في بداية الكلمات، بالرغم من أن النطق الياباني الأصلي هو /ts/. أصبح المصطلح مقبولًا بشكل عام في اللغة الإنجليزية، على الرغم من أن معناه الياباني الحرفي لا يصف بالضرورة الأمواج، التي لا تحدث في الموانئ فقط.
تسمى هذه الموجات في اليابان "موجة الميناء"، وسبب هذه التسمية نشأ من ملاحظة أن الصيادين من القرى الساحلية كانوا يغامرون بالخروج إلى البحر لصيد الأسماك، دون أن يواجهوا أي أمواج كبيرة خلال فترة وجودهم في البحر. ومع ذلك، عند عودتهم إلى الشاطئ، يكتشفون أن قريتهم قد دمرتها موجة هائلة.

### موجة مد و جزر
يُشار إلى موجات التسونامي أحيانًا باسم موجات المد والجزر. هذا المصطلح الذي كان شائعًا في السابق مستمد من المظهر الأكثر شيوعًا للتسونامي، وهو تجويف المد والجزر المرتفع بشكل غير عادي. ينتج كل من التسونامي والمد والجزر موجات من الماء تتحرك داخل اليابسة، ولكن في حالة التسونامي، قد تكون الحركة الداخلية للمياه أكبر بكثير، مما يعطي انطباعًا بوجود مد مرتفع وقوي بشكل استثنائي. في السنوات الأخيرة، فقد مصطلح "موجة المد والجزر" شعبيته وخاصة في المجتمع العلمي لأن أسباب التسونامي لا علاقة لها بأسباب المد والجزر التي تنتج عن جاذبية القمر والشمس وليس إزاحة الماء. على الرغم من أن معاني "المد والجزر" تشمل "يشبه" أو "يمتلك شكل أو طبيعة" المد والجزر، إلا أن الجيولوجيين وعلماء المحيطات لا يشجعون استخدام مصطلح موجة المد والجزر.
في إحدى حلقات مسلسل الجريمة التلفزيوني هاواي فايف أو التي عرضت عام 1969 وكانت بعنوان "ارتفاع أربعين قدمًا ويقتل! استخدم مصطلح "تسونامي" و"موجة المد والجزر" بالتبادل.

### موجة البحر الزلزالية

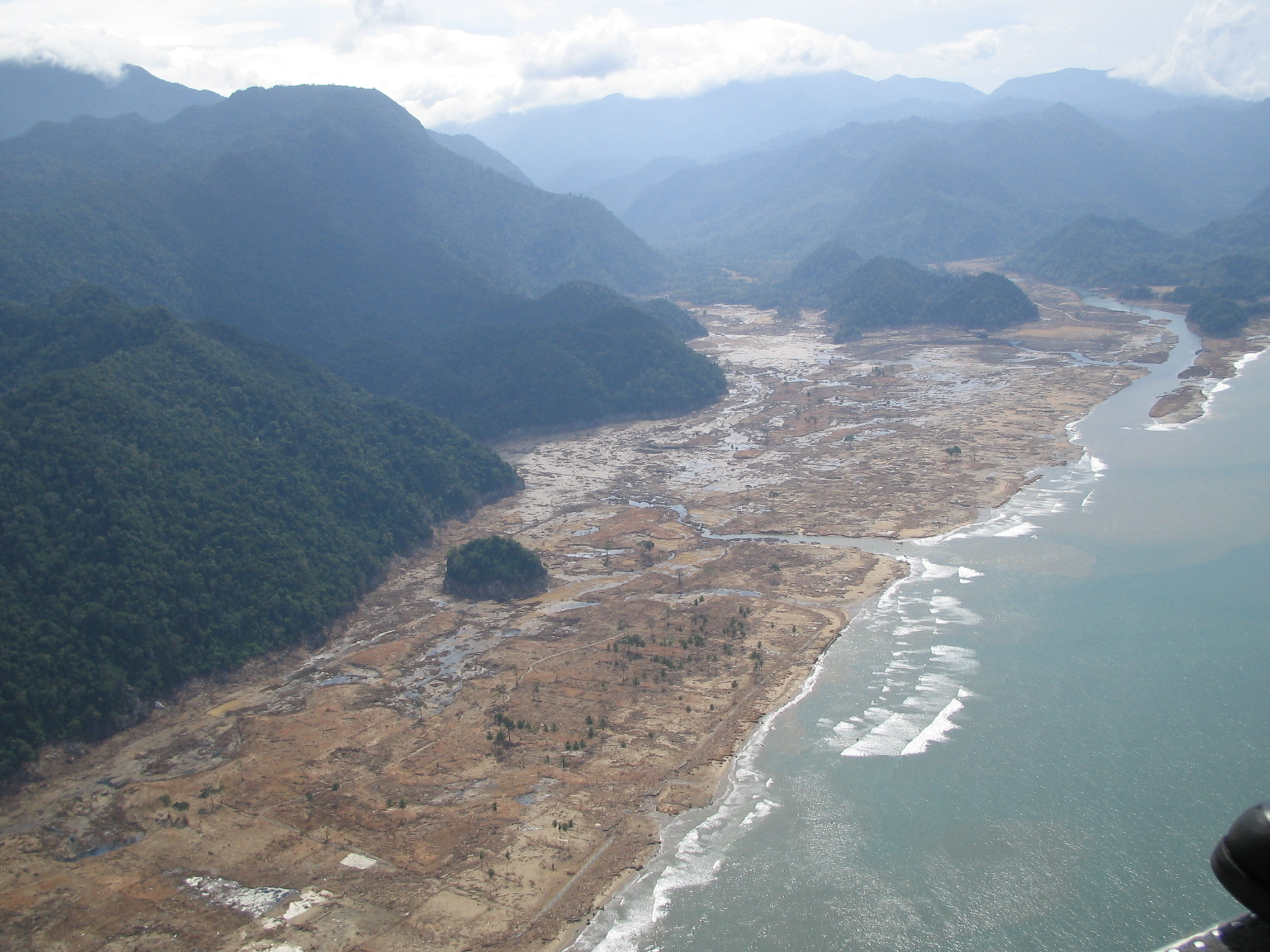
آثار تسونامي في آتشيه، إندونيسيا، ديسمبر 2004

يستخدم مصطلح موجة البحر الزلزالية أيضًا للإشارة إلى هذه الظاهرة لأن الموجات غالبًا ما تتولد عن النشاط الزلزالي مثل الزلازل. قبل استخدام مصطلح تسونامي في اللغة الإنجليزية، شجع العلماء بشكل عام على استخدام مصطلح موجة البحر الزلزالية بدلا من موجة المد والجزر. ومع ذلك، وعلى غرار "موجة المد والجزر"، فإن موجة البحر الزلزالية ليست مصطلحًا دقيقًا تمامًا، حيث أن القوى الأخرى غير الزلازل - بما في ذلك الانهيارات الأرضية تحت الماء، والانفجارات البركانية، والانفجارات تحت الماء، وانهيار الأرض أو الجليد في المحيط، وتأثيرات النيازك، والطقس عندما يتغير الضغط الجوي بسرعة كبيرة، يمكن أن تولد مثل هذه الموجات عن طريق إزاحة الماء.

### أخرى
أصبح استخدام مصطلح تسونامي للإشارة إلى الموجات الناتجة عن الانهيارات الأرضية التي تدخل المسطحات المائية منتشرًا عالميًا في كل من الأدبيات العلمية والشعبية، على الرغم من أن هذه الموجات تختلف في الأصل عن الموجات الكبيرة الناتجة عن الزلازل. يؤدي هذا التمييز أحيانًا إلى استخدام مصطلحات أخرى للموجات الناتجة عن الانهيارات الأرضية، بما في ذلك التسونامي الناجم عن الانهيارات الأرضية، وموجة الإزاحة، والموجة غير الزلزالية، والموجة التأثيرية، أو ببساطة الموجة العملاقة.

## تاريخ
في حين أن اليابان قد يكون لديها أطول تاريخ مسجل لموجات تسونامي، فإن الدمار الهائل الذي سببه زلزال المحيط الهندي عام 2004 وحدوث تسونامي جعله الأكثر تدميرًا من نوعه في العصر الحديث، إذ أسفر عن مقتل حوالي 230.000 شخص. كما أن منطقة سومطرة معتادة على موجات التسونامي، حيث تحدث بانتظام زلازل متفاوتة القوة قبالة سواحل الجزيرة.
| ومن وجهة نظري فإن أصل هذه الظاهرة يمكن أن يعزى إلى الزلازل. يتراجع البحر بقوة في موقع أشد هزة الزلزال، ويؤدي ارتداده المفاجئ واكتسابه قوة أكبر إلى حدوث الفيضان. ومن دون وقوع زلزال، من الصعب تصور وقوع مثل هذا الحادث. |
| —المؤرخ اليوناني ثوسيديدس |

تشكل موجات التسونامي في كثير من الأحيان خطرًا لا يحظى بالاهتمام الكافي في البحر الأبيض المتوسط وأجزاء من أوروبا. تشمل الأحداث ذات الأهمية التاريخية والأهمية المعاصرة (من حيث تقييم المخاطر) زلزال لشبونة وتسونامي عام 1755 (الناجم عن الصدع التحويلي بين جزر الأزور وجبل طارق)، و زلازل كالابريا عام 1783 [الإنجليزية] الذي تسبب كل منها في عشرات الآلاف من الوفيات وزلزال وتسونامي ميسينا عام 1908، كما تسبب تسونامي الذي وقع في صقلية وكالابريا بمقتل أكثر من 123 ألف شخص، ولا يزال يعتبر واحدًا من بين أكثر الكوارث الطبيعية فتكًا في أوروبا الحديثة. ترتبط إنزلاقات ستوريغا [الإنجليزية] في البحر النرويجي وبعض حالات تسونامي التي تؤثر على الجزر البريطانية في المقام الأول بالانهيارات الأرضية والتسونامي النيزكية، مع تركيز أقل على الأمواج الناجمة عن الزلازل.
في وقت مبكر من عام 426 قبل الميلاد، بحث المؤرخ اليوناني ثوسيديدس في كتابه تاريخ الحرب البيلوبونيسية عن أسباب التسونامي، وكان أول من زعم أن زلازل المحيطات لا بد أن تكون السبب. يعود أقدم سجل بشري لموجات تسونامي إلى عام 479 قبل الميلاد في مستعمرة بوتيدايا [الإنجليزية] اليونانية، والذي يعتقد أنه ناجم عن زلزال. ربما يكون التسونامي قد أنقذ هذه المستعمرة من غزو الإمبراطورية الأخمينية.
بعد تسونامي عام 365م الذي دمر مدينة الإسكندرية؛ وصف المؤرخ الروماني أميانوس مارسيلينوس التسلسل النموذجي للتسونامي، بما في ذلك الزلزال الأولي، والتراجع المفاجئ للبحر والموجة العملاقة التالية.

## الأسباب
آلية توليد التسونامي الرئيسية هي إزاحة كمية كبيرة من الماء أو اضطراب البحر. عادة ما يكون سبب إزاحة المياه هو الزلازل، ولكن يمكن أن يعزى أيضًا إلى الانهيارات الأرضية والانفجارات البركانية والانقسامات الجليدية أو في حالات نادرة بسبب النيازك والاختبارات النووية. ومع ذلك، فإن احتمال تسبب نيزك في حدوث تسونامي محل جدل.

### الزلازل
يمكن أن تتولد موجات تسونامي عندما يتشوه قاع البحر فجأة ويؤدي إلى إزاحة المياه الموجودة فوقه عموديًا. تلعب الزلازل التكتونية، وتحديدًا تلك المرتبطة بتشوه القشرة الأرضية، دورًا رئيسيًا في هذه الظاهرة، فعندما تحدث هذه الزلازل تحت سطح البحر، فإن الماء الموجود فوق المنطقة المشوهة ينزاح عن موضع توازنه، أو بتعبير أدق، يمكن أن يتولد التسونامي عندما تتحرك صدوع الدفع المرتبطة بحدود الصفائح المتقاربة أو المدمرة بشكل مفاجئ، مما يؤدي إلى إزاحة الماء، بسبب المكون الرأسي للحركة المعنية. يمكن أن تتسبب الحركة على الصدوع العادية (الممتدة) أيضًا في إزاحة قاع البحر، ولكن أكبر هذه الأحداث فقط (اوالتي ترتبط عادةً بالثني في الخندق الخارجي المنتفخ) هي التي تسبب إزاحة كافية تؤدي إلى حدوث تسونامي كبير، مثل زلزال سومبا 1977 وزلزال سانريكو 1933.

حدود الصفائح التكتونية قبل وقوع الزلزال
تنتفخ الصفائح تحت الضغط، مما يتسبب في الرفع التكتوني.
تنزلق الصفيحة، مما يسبب هبوطها وإطلاق الطاقة في الماء.
تنتج الطاقة المتحررة موجات تسونامي.

تتميز أمواج تسونامي بارتفاع موجة صغير بعيدًا عن الشاطئ، وطول موجي طويل جدًا (غالبًا ما يبلغ طولها مئات الكيلومترات، في حين أن أمواج المحيط العادية يبلغ طولها الموجي 30 أو 40 مترًا فقط)، ولهذا السبب تمر بشكل عام دون أن يلاحظها أحد في البحر، وتشكل فقط انتفاخ طفيف عادة حوالي 300 ملم (12 بوصة) فوق سطح البحر الطبيعي. ويزداد ارتفاعها عندما تصل إلى المياه الضحلة من خلال عملية تعرف باسم ضخ الأمواج. يمكن أن يحدث تسونامي في أي حالة مد وجزر، وحتى عند انخفاض المد، ولا يزال من الممكن أن يغمر المناطق الساحلية.
في 1 أبريل 1946، وقع زلزال جزر ألوشيان بقوة 8.6 ميجاوات وبلغت شدته القصوى على مقياس ميركالي VI (قوي). ولّد الزلزال موجات تسونامي غمرت منطقة هيلو في جزيرة هاواي وبلغ ارتفاع الأمواج 14 مترًا (46 قدمًا). قُتل ما بين 165 و173 شخصًا. المنطقة التي وقع فيها الزلزال هي المكان الذي ينزلق فيه قاع المحيط الهادئ (أو يندفع إلى الأسفل) تحت ألاسكا.
تشمل حالات التسونامي التي نشأت بعيدًا عن الحدود المتقاربة الإنهيارات الأرضية في ستوريجا منذ حوالي 8000 عام، وغراند بانكس في عام 1929، وبابوا غينيا الجديدة في عام 1998 (تابين، 2001). نشأت موجات تسونامي في منطقة غراند بانكس وبابوا غينيا الجديدة بسبب الزلازل التي زعزعت استقرار الرواسب، مما أدى إلى تدفقها إلى المحيط وتوليد تسونامي. ومع ذلك، تبددت موجات هذه التسونامي قبل أن تصل إلى مسافات عبر المحيطات.
لا يعرف السبب الدقيق للإنهيارات الأرضية في ستوريجا، تشمل الاحتمالات الحمل الزائد على الرواسب، أو حدوث زلزال، أو إطلاق هيدرات الغاز (الميثان وما إلى ذلك).
يعد زلزال فالديفيا عام 1960 (Mw 9.5)، وزلزال ألاسكا عام 1964 (Mw 9.2)، وزلزال المحيط الهندي عام 2004 (Mw 9.2)، وزلزال توهوكو عام 2011 (Mw9.0) أمثلة حديثة على الزلازل القوية التي ولدت موجات تسونامي تمكنت من عبور المحيطات بأكملها. يمكن للزلازل الأصغر حجمًا (Mw 4.2) في اليابان أن تؤدي إلى حدوث موجات تسونامي لها القدرة على تدمير مساحات شاسعة من الساحل في بضعة دقائق فقط.

### الانهيارات الأرضية
في عام 563 م وقع حدث تاوردونم [الإنجليزية] وهو تسونامي كبير على بحيرة جنيف نجم عن زعزعة استقرار الرواسب بسبب انهيار أرضي.

عندما تدخل موجة تسونامي المياه الضحلة، تتباطأ سرعتها ويزداد اتساعها (ارتفاعها).

في الخمسينيات من القرن الماضي، توصل الباحثون إلى اكتشاف أن موجات تسونامي هي أكبر مما كان يُعتقد سابقًا ويمكن أن تكون ناجمة عن الانهيارات الأرضية العملاقة تحت الماء. هذه الكميات الكبيرة من المياه التي يتم إزاحتها بسرعة تنقل الطاقة بمعدل أسرع مما يستطيع الماء امتصاصه. تم تأكيد وجودها في عام 1958، عندما تسبب انهيار أرضي عملاق في خليج ليتويا، ألاسكا، في أعلى موجة تم تسجيلها على الإطلاق، حيث بلغ ارتفاعها 524 مترًا (1719 قدمًا). لم تسافر الموجة بعيدًا حيث ضربت الأرض على الفور تقريبًا. ضربت الموجة ثلاثة قوارب - على متن كل منها شخصان - كانت راسية في الخليج، وتمكن أحد القوارب من التغلب على الموجة، بينما غرق القاربين الآخرين، مما أسفر عن مقتل الشخصين اللذان كانا على متن أحدهما.
في عام 1963 حدث انهيار أرضي وتسونامي آخر عندما دخل انهيار أرضي ضخم من جبل مونتي توك [الإنجليزية] إلى الخزان المائي الواقع خلف سد فاجونت في إيطاليا. ارتفعت الموجة الناتجة فوق السد الذي يبلغ ارتفاعه 262 مترًا بمقدار 250 مترًا ودمرت عدة بلدات وتسببت بقتل حوالي 2000 شخص. أطلق العلماء على هذه الموجات اسم ميجاتسونامي.
يجادل بعض الجيولوجيين أن الانهيارات الأرضية الكبيرة الناتجة عن الجزر البركانية (على سبيل المثال سلسلة التلال كمبر فيجا البركانية في لا بالما في جزر الكناري)، قادرة على توليد موجات تسونامي ضخمة يمكنها عبور المحيطات، ومع ذلك، فإن هذا الاقتراح محل خلاف بين العديد من الجيولوجيين.
عادة، تؤدي الانهيارات الأرضية إلى عمليات نزوح في المقام الأول في المناطق الضحلة من السواحل، وهناك تكهنات مستمرة بشأن تأثير الانهيارات الأرضية الكبيرة التي تدخل المسطحات المائية. وفي حين ثبت أن هذه الظاهرة يمكن أن تؤثر على المياه في الخلجان والبحيرات المغلقة، إلا أنه لم يتم ملاحظة انهيار أرضي بحجم كافٍ لإحداث تسونامي عبر المحيطات في التاريخ المسجل. وتشمل المواقع التي تعتبر عرضة للخطر جزيرة هاواي الكبرى، وفوغو في جزر الرأس الأخضر، ولا ريونيون في المحيط الهندي، وكومبري فيجا في جزيرة لا بالما في جزر الكناري، بالإضافة إلى جزر المحيط البركانية الأخرى. ويعزى ذلك إلى وجود كتل كبيرة من المواد البركانية غير المجمعة نسبيا على الأجنحة، وفي بعض الحالات تطور الأسطح الانفصالية. ومع ذلك، هناك جدل متزايد حول المستوى الفعلي للخطر الذي تشكله هذه المنحدرات.

### الثورات البركانية
بخلاف الانهيارات الأرضية أو انهيار القطاع، قد تكون البراكين قادرة على توليد موجات عن طريق غمر تدفق الحمم البركانية، أو انهيار البحيرات البركانية، أو الانفجارات تحت الماء. تسببت العديد من الانفجارات البركانية، بما في ذلك ثوران كراكاتوا عام 1883 وثوران بركان هونجا تونغا – هونجا هاباي عام 2022، في حدوث موجات تسونامي. تشير التقديرات إلى أن أكثر من 20% من جميع الوفيات الناجمة عن البراكين خلال الـ 250 عامًا الماضية كانت ناجمة عن موجات تسونامي البركانية [الإنجليزية].
لا يزال الجدل مستمرًا بشأن أصول وآليات مصدر هذه الأنواع من موجات التسونامي، مثل تلك الناتجة عن كراكاتوا في عام 1883، ولا تزال أقل فهمًا من نظيراتها الزلزالية. ويشكل ذلك تحديًا كبيرًا يتعلق بالوعي والاستعداد، كما حدث أثناء ثوران بركان أناك كراكاتوا وانهياره في عام 2018، مما أدى إلى مقتل 426 شخصًا وإصابة الآلاف بسبب عدم وجود تحذير مسبق.
لا يزال يُعتقد أن الانهيارات الأرضية الجانبية وتيارات الحمم البركانية التي تدخل المحيط من المرجح أن تولد أكبر وأخطر الموجات الناجمة عن البراكين. ومع ذلك، فإن التحقيق الميداني لزازال وتسونامي تونجا، بالإضافة إلى التطورات في أساليب النمذجة العددية، يهدف حاليًا إلى توسيع فهم آليات المصدر الأخرى.

### الظروف الجوية
يمكن لبعض ظروف الأرصاد الجوية، وخاصة التغيرات السريعة في الضغط الجوي المرتبطة بمرور الجبهات الهوائية، أن تؤدي إلى إزاحة المسطحات المائية، مما يؤدي إلى تكوين موجات ذات أطوال موجية مشابهة لأمواج تسونامي الزلزالية ولكنها عادةً ما تكون ذات طاقات أقل. بشكل أساسي، يكافئ هذا النوع من التسونامي ديناميكيًا التسونامي الزلزالي، مع بعض الفروق الرئيسية وهي أنه يفتقر إلى الوصول عبر المحيطات الذي يمكن أن تصل إليه التسونامي الزلزالي الكبير وأن القوة التي تزيح الماء تستمر لفترة طويلة، مما يجعلها غير مناسبة للنمذجة كأحداث لحظية.

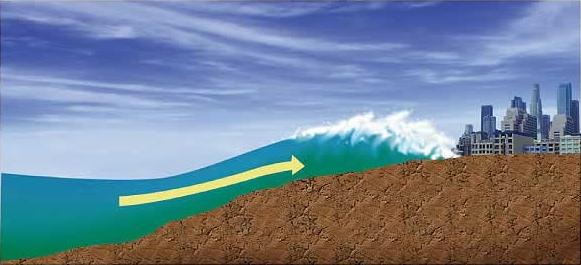
تتباطأ موجة تسونامي وتتضخم أكثر عندما تضرب الأرض.

على الرغم من طاقاتها المنخفضة، إلا انها من الممكن أن تتضخم عن طريق الرنين، لتصبح قوية بدرجة كافية لإحداث أضرار موضعية وخسائر في الأرواح. وقد تمت ملاحظتها في مواقع مختلفة، بما في ذلك البحيرات العظمى، وبحر إيجه، والقناة الإنجليزية، وجزر البليار، حيث يطلق عليها محليا اسم ريساجا. أما في صقلية، فيشار إليها باسم ماروبيو، وفي خليج ناجازاكي، يطلق عليها اسم أبيكي. ومن الأمثلة المدمرة على هذا النوع من موجات تسونامي هي الكوارث التي وقعت في 31 مارس 1979 في ناجازاكي و15 يونيو 2006 في مينوركا، حيث تسبب الأخير في أضرار تقدر بعشرات الملايين من اليورو.
لا ينبغي الخلط بين تسونامي الظروف الجوية وعرام العواصف، وهي ارتفاعات محلية في مستوى سطح البحر ترتبط بانخفاض الضغط الجوي الناجم عن الأعاصير المدارية العابرة، كما لا ينبغي الخلط بينها وبين الموجات الناجمة عن الارتفاع المحلي المؤقت لمستوى سطح البحر الناجم عن الرياح القوية على الشاطئ. تعد عرام العواصف من الأسباب الخطيرة للفيضانات الساحلية في الأحوال الجوية القاسية ولكن ديناميكياتها لا علاقة لها على الإطلاق بموجات التسونامي. فهي غير قادرة على الانتشار خارج مصادرها كما تفعل الموجات.

### موجات التسونامي من صنع الإنسان
في عام 1917 تسبب انفجار هاليفاكس العرضي في حدوث تسونامي بارتفاع 18 مترًا في الميناء.
كانت هناك دراسات حول إمكانية إحداث ومحاولة فعلية واحدة على الأقل لإنشاء موجات تسونامي كسلاح تكتوني.
خلال الحرب العالمية الثانية، بدأت القوات العسكرية النيوزيلندية مشروع سيل في منطقة حديقة شكسبير الإقليمية [الإنجليزية] الحالية، بغرض إنشاء أمواج تسونامي صغيرة باستخدام المتفجرات، لكن المحاولة فشلت.
كانت هناك تكهنات كبيرة حول إمكانية استخدام الأسلحة النووية لإحداث موجات تسونامي بالقرب من سواحل العدو. وأثناء الحرب العالمية الثانية، برزت فكرة استخدام المتفجرات التقليدية. التجارب النووية التي أجرتها الولايات المتحدة في منطقة المحيط الهادئ لم تسفر عن نتائج إيجابية. خلال عملية (مفترق الطرق) تم تفجير قنبلتين بقوة 20 كيلو طن من مادة تي إن تي (84 تي جيه) واحدة في الهواء والأخرى تحت الماء فوق وتحت المياه الضحلة (50 مترًا (160 قدمًا)) لبحيرة بيكيني أتول، تم تفجير القنبلتين على بعد حوالي 6 كيلومترات (3.7 ميل) من أقرب جزيرة، وكان ارتفاع الأمواج عند الوصول إلى الشاطئ لا يزيد عن 3-4 أمتار (9.8-13.1 قدمًا). وقد أكدت الاختبارات الأخرى تحت الماء هذه النتائج، مثل عملية البسكويت الأولى (في المياه العميقة) وعملية أخرى في المياه الضحلة. يشير تحليل تأثيرات الانفجارات الضحلة والعميقة تحت الماء إلى أن طاقة الانفجارات لا تولد بسهولة هذا النوع من الأشكال الموجية العميقة لجميع المحيطات المرتبطة بتسونامي؛ وبدلا من ذلك، فإن معظم الطاقة تؤدي إلى توليد البخار، وتسبب نوافير عمودية فوق الماء، وتخلق أشكال موجية ضاغطة. تتميز موجات تسونامي بإزاحات عمودية كبيرة دائمة لكميات كبيرة جدًا من الماء والتي لا تحدث في الانفجارات.

## الخصائص
تنتج موجات التسونامي من ظواهر مختلفة مثل الزلازل والانهيارات الأرضية والانفجارات البركانية والانقسامات الجليدية والشظايا. ينبع تأثيرها الضار من آليتين: التأثير القوي لجدار مائي يتحرك بسرعة، والقوة التدميرية لحجم كبير من المياه المتراجعة عن الأرض، والتي غالبًا ما تحمل كمية كبيرة من الحطام، حتى في الحالات التي قد لا تبدو فيها الأمواج كبيرة.

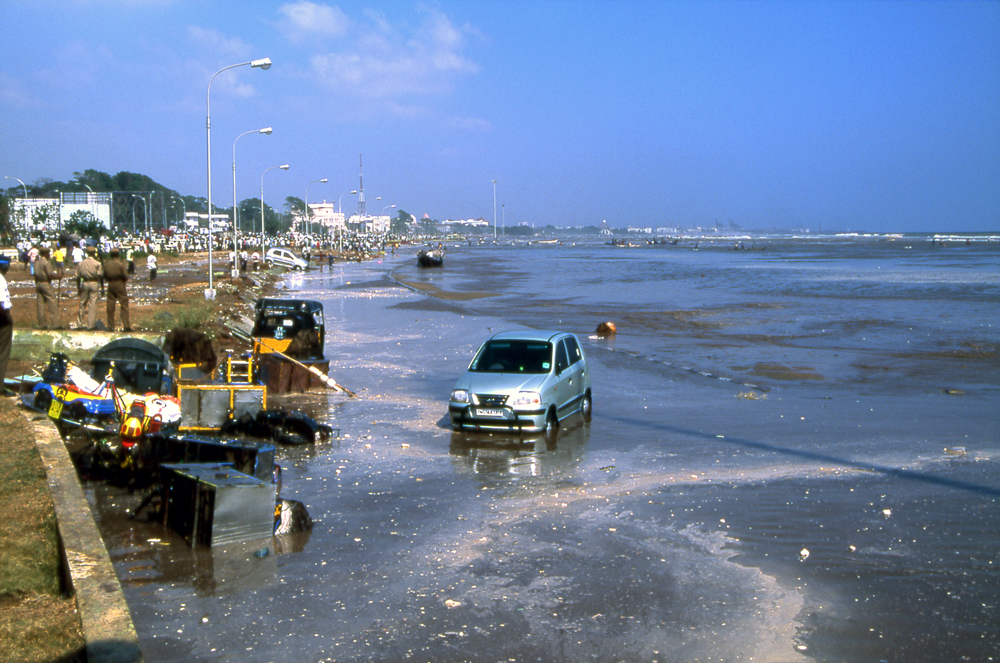
تعرض شاطئ مارينا في تشيناي للتدمير بعد تسونامي المحيط الهندي.

في حين أن موجات الرياح اليومية يبلغ طولها الموجي (من القمة إلى القمة) حوالي 100 متر (330 قدمًا) وارتفاعها حوالي 2 متر (6.6 قدم)، فإن التسونامي في أعماق المحيط له طول موجي أكبر بكثير قد يصل إلى 200 كيلومتر ( 120 ميل). تنتقل مثل هذه الموجة بسرعة تزيد عن 800 كيلومتر في الساعة (500 ميل في الساعة)، ونظرًا لطول الموجة الهائل، فإن تذبذب الموجة عند أي نقطة معينة يستغرق 20 أو 30 دقيقة لإكمال الدورة ويبلغ اتساعها حوالي متر واحد فقط (3.3 قدم). مما يجعل من الصعب اكتشاف موجات التسونامي في المياه العميقة، حيث لا تستطيع السفن الشعور بمرورها.
يمكن حساب سرعة التسونامي عن طريق ضرب الجذر التربيعي لعمق الماء بالأمتار بتسارع الجاذبية (يقارب 10 م/ث2). على سبيل المثال، إذا كان عمق المحيط الهادئ 5000 متر، فإن سرعة التسونامي ستكون √5000 × 10 = √50000 ≈ 224 مترًا في الثانية (730 قدمًا/ ثانية)، وهو ما يعادل سرعة حوالي 806 كيلومترًا في الساعة (501 ميلاً في الساعة). تُستخدم هذه الصيغة لحساب سرعة موجات المياه الضحلة، نظرًا لأنه حتى أعماق المحيطات تعتبر ضحلة في هذا السياق بسبب الطول الأفقي الواسع لموجة تسونامي من القمة إلى القمة.
ومع اقتراب التسونامي من الساحل ودخوله المياه الضحلة، تضغط المياه الضحلة على الموجة وتنخفض سرعتها إلى أقل من 80 كيلومترًا في الساعة (50 ميلاً في الساعة). يتضاءل طول موجتها إلى أقل من 20 كيلومترًا (12 ميلًا) وتنمو سعتها بشكل هائل وفقًا لقانون جرين. وبما أن الموجة لا تزال لديها نفس التردد الطويل جدًا، فقد يستغرق التسونامي دقائق معدودة للوصول إلى أقصى ارتفاع له. وباستثناء موجات التسونامي الأكبر حجمًا، فإن الموجة المقتربة لا تنكسر، بل تبدو وكأنها تجويف مد وجزر سريع الحركة. قد تؤدي الخلجان المفتوحة والسواحل المتاخمة للمياه العميقة جدًا إلى تشكيل التسونامي بشكل أكبر في شكل موجة متدرجة ذات جبهة شديدة الانحدار.

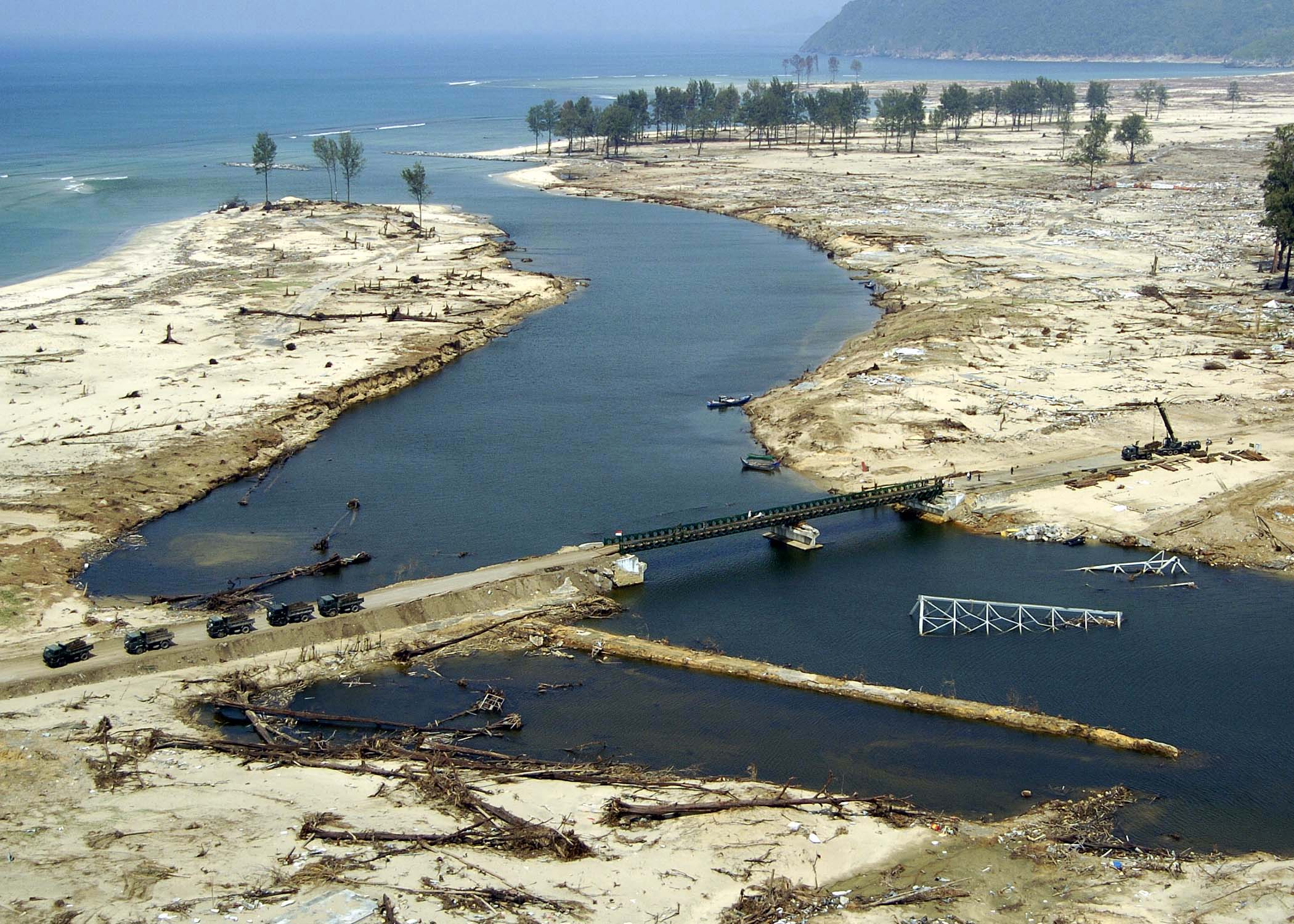
دمار هائل على ساحل باندا آتشيه، سومطرة، إندونيسيا، بعد التسونامي المدمر الذي ضرب المنطقة عام 2005.

عندما تصل ذروة موجة التسونامي إلى الشاطئ، يشار إلى الزيادة اللحظية في مستوى سطح البحر بارتفاع الموجة. يقياس الارتفاع بالأمتار فوق مستوى سطح البحر المرجعي. قد يشتمل التسونامي الكبير على موجات متعددة تصل بالتتابع خلال عدة ساعات، مع فترات زمنية كبيرة بين قمم الأمواج. ومن الجدير بالذكر أن الموجة الأولية التي تصل إلى الشاطئ قد لا تكون بالضرورة ذات أعلى سرعة.
ما يقارب من 80% من موجات التسونامي تحدث في المحيط الهادئ، ولكن من الممكن حدوثها في أي مكان به مسطحات مائية واسعة بما في ذلك البحيرات. ومع ذلك، فإن تفاعلات التسونامي مع الشواطئ وتضاريس قاع البحر معقدة للغاية، مما يجعل بعض البلدان أكثر عرضة للخطر من غيرها. على سبيل المثال، تقع سواحل المحيط الهادئ في الولايات المتحدة والمكسيك بجوار بعضها البعض، سجلت الولايات المتحدة عشرة موجات تسونامي في المنطقة منذ عام 1788، في حين سجلت المكسيك خمسة وعشرين تسونامي منذ عام 1732. وعلى نحو مماثل، شهدت اليابان أكثر من مائة تسونامي في التاريخ المسجل، في حين سجلت جزيرة تايوان المجاورة اثنين فقط، في عامي 1781 و1867.

## انحسار البحر
جميع الموجات لها قمة موجبة وسالبة؛ أي يمكن تشبيهها بسلاسل متتالية من التلال والقاع. وفي حالة موجة منتشرة مثل التسونامي، فقد تكون أي نوع من هذه القمم هي الأولى التي تصل إلى الشاطئ. فإذا كان الجزء الذي يصل أولًا إلى الشاطئ هو التلال، فسيكون أول تأثير يتم ملاحظته على الأرض هو حدوث موجة ضخمة أو فيضان مفاجئ. وإذا كان الجزء الذي يصل أولًا هو قاع، فسيحدث انحسار للخط الساحلي بشكل كبير وكشف للمناطق المغمورة عادة. يمكن أن يتجاوز الانحسار مئات الأمتار، وقد يبقى الأفراد غير المدركين للخطر بالقرب من الشاطئ بدافع الفضول أو لجمع الأسماك من قاع البحر المكشوف.

رسم توضيحي لـ "انحسار البحر" المرتبطة بالموجة. هذا الانحسار الكبير جدًا قد يشير إلى قرب وصول موجة كبيرة جدًا.

تبلغ فترة الموجة النموذجية للتسونامي المدمر حوالي اثنتي عشرة دقيقة، ونتيجة لذلك ينحسر البحر في مرحلة التراجع، وتنكشف المناطق الواقعة تحت مستوى سطح البحر بكثير بعد ثلاث دقائق. خلال الدقائق الست التالية، يتحول حوض الأمواج إلى سلسلة من التلال التي قد تغمر الساحل، مما يترتب عليه دمار هائل. وفي الدقائق الست اللاحقة، تتغير الموجة من تلال إلى قاع، وتنحسر مياه الفيضان وقد يتم جرف الضحايا والحطام إلى المحيط. تتكرر هذه العملية مع الموجات التالية.

## مقاييس الشدة والطاقة
كما هو الحال مع الزلازل، أجريت عدة محاولات لإعداد مقاييس لشدة أو حجم التسونامي للسماح بإجراء مقارنة بين الأحداث المختلفة.

### مقاييس الشدة
كانت المقاييس الأولى التي استخدمت بانتظام لقياس شدة تسونامي هو مقياس سيبيرج-أمبراسيس (1962)، المستخدم في البحر الأبيض المتوسط ومقياس إيمامورا-إيدا (1963)، المستخدم في المحيط الهادئ. خضع المقياس الأخير للتعديل من قبل العالم سولوفييف (1972)، الذي حسب شدة التسونامي "I" وفقًا للصيغة:
{\displaystyle {\mathit {I}}={\frac {1}{2}}+\log _{2}{\mathit {H}}_{av}}
حيث Hav هو "ارتفاع التسونامي" بالأمتار، ويتم حساب متوسطه على طول أقرب خط ساحلي، ويعرف ارتفاع التسونامي بأنه ارتفاع مستوى المياه فوق مستوى المد والجزر الطبيعي في وقت حدوث التسونامي. يُستخدم هذا المقياس المعروف بمقياس شدة تسونامي سولوفييف-إيمامورا في كتالوجات تسونامي العالمية التي جمعها المركز الوطني للبيانات الجيوفيزيائية (NGDC) والإدارة الوطنية للمحيطات والغلاف الجوي (NOAA) ومختبر تسونامي نوفوسيبيرسك كمعادلة رئيسية لحساب شدة التسونامي.
على سبيل المثال إذا كانت قيمة (I) تساوي 2 يكون ارتفاع موجة التسونامي 2.8 متر، وإذا كانت قيمة (I) تساوي 3 يكون ارتفاع موجة التسونامي 5.5 متر كما يلي:
I = 2 for {\displaystyle {\mathit {H}}_{av}} = 2.8 metres
I = 3 for {\displaystyle {\mathit {H}}_{av}} = 5.5 metres
I = 4 for {\displaystyle {\mathit {H}}_{av}} = 11 metres
I = 5 for {\displaystyle {\mathit {H}}_{av}} = 22.5 metres
في عام 2013، وفي أعقاب موجات تسونامي التي تمت دراستها بشكل مكثف في عامي 2004 و2011، اقترح مقياس جديد مكون من 12 نقطة، وهو مقياس شدة تسونامي المتكامل (ITIS-2012)، والذي يهدف إلى التطابق قدر الإمكان مع مقياس شدة الزلازل ESI2007 (مقياس الشدة الزلزالية البيئية [الإنجليزية]) وEMS (مقياس الزلازل الأوروبية [الإنجليزية]) المعدل.

### مقاييس الطاقة
كان المقياس الأول الذي استخدم لحساب حجم التسونامي بشكل حقيقي بدلاً من شدته في موقع معين هو مقياس ML الذي اقترحه العالمان مورتي ولوميس استنادًا إلى الطاقة الكامنة. وبسبب الصعوبات في حساب الطاقة الكامنة للتسونامي فإن هذا المقياس نادرا ما يستخدم. قدم العالم آبي مقياسًا لحجم تسونامي من خلال المعادلة التالية:
{\displaystyle {\mathit {M}}_{t}={a}\log h+{b}\log R+{\mathit {D}}}
حيث h هي أقصى ارتفاع لموجة تسونامي (بالمتر) التي يتم قياسها بواسطة مقياس المد والجزر على مسافة R من مركز الزلزال، وa وb وD هي ثوابت تستخدم لجعل مقياس Mt يتطابق قدر الإمكان مع مقياس حجم الطاقة عند لحظة معينة.

## ارتفاع موجة التسونامي
تُستخدم عدة مصطلحات لوصف الخصائص المختلفة للتسونامي من حيث ارتفاعها:
- السعة أو ارتفاع الموجة أو ارتفاع التسونامي: يشير إلى ارتفاع التسونامي بالنسبة لمستوى سطح البحر الطبيعي وقت حدوث التسونامي، والذي قد يكون ارتفاعًا في مستوى المد والجزر أو انخفاضًا في المياه. وهو يختلف عن الارتفاع من القمة إلى القاع الذي يستخدم عادة لقياس نوع آخر من ارتفاع الموجة.
- ارتفاع الجريان أو ارتفاع الفيضان: الارتفاع الذي يصل إليه التسونامي على الأرض فوق مستوى سطح البحر، يشير الحد الأقصى لارتفاع الجري إلى أقصى ارتفاع يصل إليه الماء فوق مستوى سطح البحر، ويُشار إليه أحيانًا على أنه أقصى ارتفاع يصل إليه التسونامي.[63]
- عمق التدفق: يشير إلى ارتفاع التسونامي فوق سطح الأرض، بغض النظر عن ارتفاع الموقع أو مستوى سطح البحر.
- الحد الأقصى لمستوى المياه: أقصى ارتفاع فوق مستوى سطح البحر كما يُرى من الأثر أو العلامة المائية. تختلف عن الحد الأقصى لارتفاع الموجة، حيث قد لا تكون هناك بالضرورة علامات مائية عند خط/حد الفيضان.

## التحذيرات والوقاية
قد يكون انحسار البحر بمثابة تحذير مسبق لقرب وقوع تسونامي. يمكن للأشخاص الذين يلاحظون الانحسار (والذي غالبا ما يكون مصحوبا بصوت مص، كما أفاد العديد من الناجين) زيادة فرصهم في البقاء على قيد الحياة من خلال التوجه الفوري إلى أرض مرتفعة أو البحث عن ملجأ في الطوابق العليا من المباني القريبة.

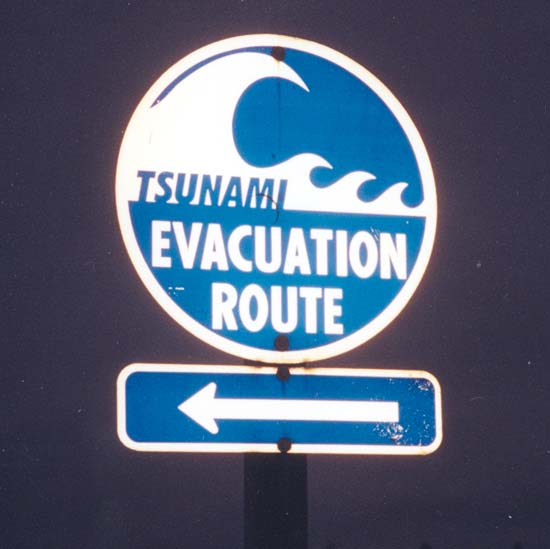
توجد علامات الأخلاء في حالة التسونامي على طول الطريق 101 في الولايات المتحدة، في واشنطن.

لا يمكن التنبؤ بدقة بحدوث تسونامي، حتى لو كان حجم الزلزال وموقعه معروفين. يحلل الجيولوجيون وعلماء المحيطات وعلماء الزلازل كل زلزال واستنادًا إلى العديد من العوامل، قد يصدرون أو لا يصدرون تحذيرًا من تسونامي. ومع ذلك، هناك بعض العلامات التحذيرية التي تشير إلى حدوث تسونامي وشيك، ويمكن للأنظمة الآلية أن تقدم تحذيرات مباشرة بعد وقوع الزلزال في الوقت المناسب لإنقاذ الأرواح. واحدة من أهم وأكثر النظم استخداما لرصد التسونامي هي أجهزة الاستشعار التي تعمل بالضغط. وتثبت وترفق بالعوامات. وتقوم أجهزة الاستشعار هذه بمراقبة ضغط عمود الماء باستمرار.
يمكن استخدام نظام إنذار التسونامي في المناطق التي يرتفع فيها خطر التسونامي للكشف عن التسونامي وتحذير السكان قبل وصوله إلى الأرض. فعلى السواحل الغربية للولايات المتحدة المعرضة لأمواج التسونامي من المحيط الهادئ، ترشد علامات التحذير السكان إلى الإخلاء. يوجد نظام الإنذار لتسونامي المحيط الهادئ في هونولولو، حيث يرصد جميع التموجات الزلزالية التي تحدث في أي مكان في المحيط الهادئ، ويرصد الزيادة في حجم الموجات وغيرها وبناء عليه يتم إرسال الإنذار. والجدير بالذكر أن الكثير من المناطق في المحيط الهادئ نشطة زلزاليا، ولكن ليس كل زلزال تولد تسونامي ولذلك يستخدم الكمبيوتر كأداة مساعدة تقوم بتحليل خطر وإمكانية نشوء التسونامي من كل زلزال يحدث في المحيط الهادئ واليابسة المجاورة. ونتيجة لكارثة تسونامي التي وقعت في المحيط الهندي، تم إعادة تقييم أنظمة إنذار التسونامي في جميع المناطق الساحلية من قبل الحكومات المحلية ولجنة الحد من الكوارث التابعة للأمم المتحدة. وقد تم تنصيب نظام نظام إنذار تسونامي جديد في المحيط الهندي.
يمكن لنموذج الحاسب الآلي التنبؤ بالتسونامي قبل وصوله حيث أظهرت الملاحظات أن التوقع يكون في غضون دقائق من وصول التسونامي. كما أن أجهزة الاستشعار التي تعمل بالضغط في قاع المحيطات قادرة على التنبؤ بالوقت الحقيقي، فبناء على القراءات وبعض المعلومات عن التحرك الزلزالي في قاع البحر وقياس الأعماق وتضاريس الأراضي الساحلية، يمكن تقدير الشدة وبالتالي توقع زمن حدوث التسونامي. كل الدول التي تقع على الحدود في المحيط الهادئ تمتلك نظام إنذار مبكر وتجري بانتظام ممارسة الإخلاء وغيرها من الإجراءات لإعداد المواطنين لكارثة تسونامي. في اليابان مثل هذا التحضير هو شرط إلزامي من الحكومة، والسلطات المحلية، وخدمات الطوارئ والسكان.

### ردود فعل الحيوانات المحتملة
يفترض بعض علماء الحيوان أن بعض أنواع الحيوانات لديها القدرة على استشعار موجات ريليه دون سرعة الصوت الناشئة عن الزلازل أو موجات التسونامي. وإذا كان ذلك صحيحا، فإن مراقبة سلوك الحيوانات يمكن أن يوفر تحذيرًا مسبقًا من الزلازل والتسونامي. ومع ذلك، لا تزال هذه الفرضية مثيرة للجدل وتفتقر إلى القبول على نطاق واسع. خلال زلزال لشبونة عام 1755 ظهرت ادعاءات غير مؤكدة مفادها أن بعض الحيوانات هربت إلى أرض مرتفعة، بينما غرقت العديد من الحيوانات الأخرى في نفس المنطقة. لاحظت هذه الظاهرة أيضًا مصادر إعلامية في سريلانكا خلال زلزال المحيط الهندي عام 2004. من الممكن أن تكون بعض الحيوانات (مثل الأفيال) قد سمعت أصوات التسونامي عندما اقتربت من الساحل، فكان رد فعل الأفيال هو الابتعاد عن الضجيج المقترب. وعلى النقيض من ذلك، غامر بعض البشر بالذهاب إلى الشاطئ للتحقق وغرق كثيرون نتيجة لذلك.

## التقليل من الأضرار

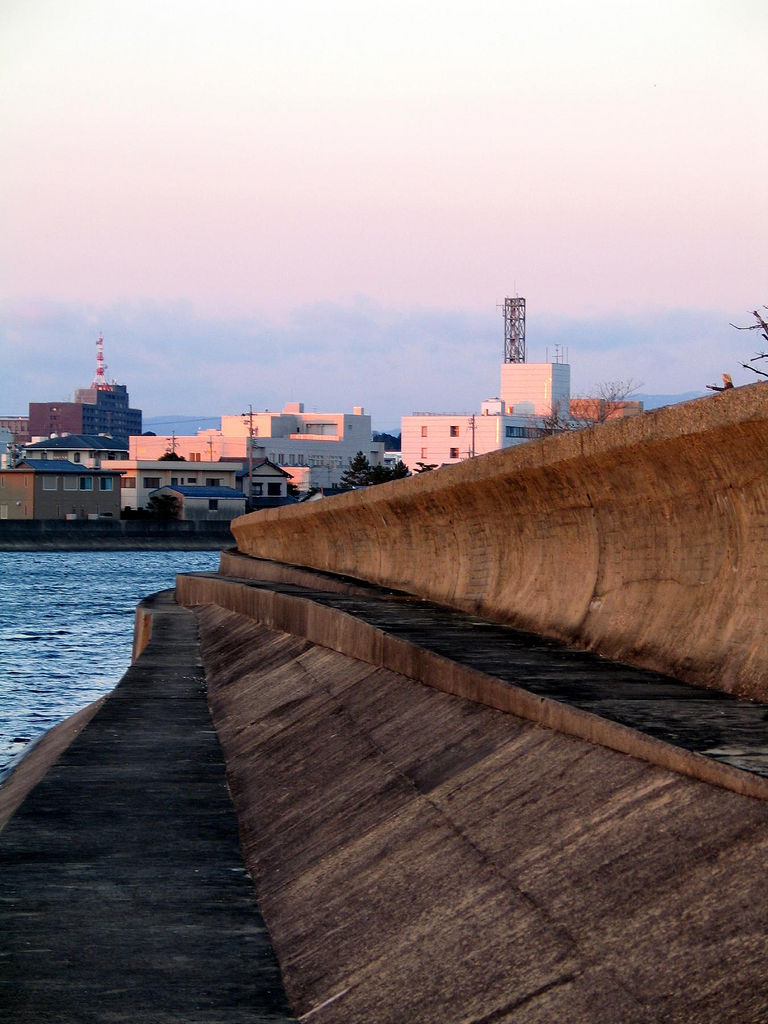
جدار بحري في تسو، محافظة ميه في اليابان

في بعض البلدان المعرضة لموجات التسونامي، اتخذت تدابير في مجال هندسة الزلازل للحد من الأضرار التي قد تلحق باليابسة.
في اليابان على سبيل المثال، بدأت دراسة العلوم والاستجابة لموجات التسونامي لأول مرة في أعقاب كارثة عام 1896، التي أنتجت تدابير مضادة وخطط استجابة أكثر تفصيلاً. شيدت البلاد العديد من جدران التسونامي التي يصل ارتفاع بعضها إلى 12 مترًا (39 قدمًا) لحماية المناطق الساحلية المأهولة بالسكان. وفي مناطق أخرى، بنيت بوابات فيضان يصل ارتفاعها إلى 15.5 مترًا (51 قدمًا) وقنوات لإعادة توجيه مياه التسونامي القادمة. ومع ذلك، فقد تم التشكيك في فعاليتها، حيث أن موجات التسونامي غالبًا ما تتجاوز الحواجز.
كشفت كارثة فوكوشيما دايتشي النووية، وهي نتيجة مباشرة لزلزال وتسونامي توهوكو عام 2011، عن عدة نقاط الضعف عندما تجاوزت الأمواج ارتفاع الجدار البحري للمحطة. أما في محافظة إيواته وهي منطقة معرضة لخطر كبير من تسونامي فقد بنيت جدران حاجزة واسعة النطاق للتسونامي (مثل جدار بحر تارو) تمتد على مسافة 25 كيلومترًا (16 ميلًا) في المدن الساحلية. ومع ذلك، خلال تسونامي عام 2011، سقط أكثر من 50٪ من هذه الجدران مما أدى إلى أضرار كارثية.
أدى تسونامي أوكوشيري، هوكايدو، الذي ضرب في غضون دقيقتين إلى خمس دقائق من الزلزال في 12 يوليو 1993 إلى توليد أمواج بلغ ارتفاعها 30 مترًا (100 قدم) أي بارتفاع مبنى مكون من 10 طوابق. وبالرغم من أحاطة جدار تسونامي ببلدة أوناي الساحلية، إلا أن الأمواج ارتفعت فوق الجدار ودمرت جميع الهياكل الخشبية في المنطقة. يعتقد أن الجدار ربما أبطأ وخفف من ارتفاع التسونامي، لكنه لم يمنع حدوث دمار كبير وخسائر في الأرواح.

## الحواشي
1. ↑  معجم المصطلحات الجغرافية (بالعربية والإنجليزية) (ط. 1)، القاهرة: مجمع اللغة العربية بالقاهرة، 2010، ص. 550، OCLC:713785160، QID:Q125645356
2. ↑  Barbara Ferreira (17 أبريل 2011). "When icebergs capsize, tsunamis may ensue". Nature. مؤرشف من الأصل في 2011-11-04. اطلع عليه بتاريخ 2011-04-27.
3. ↑  "NASA Finds Japan Tsunami Waves Merged, Doubling Power". مختبر الدفع النفاث. مؤرشف من الأصل في 2023-11-07. اطلع عليه بتاريخ 2016-11-03.
4. ↑  "Tsunami 101". University of Washington. مؤرشف من الأصل في 2023-12-04. اطلع عليه بتاريخ 2018-12-01.
5. ↑  "Definition of Tidal Wave". مؤرشف من الأصل في 2023-12-04.
6. ↑  "What does "tsunami" mean?". Earth and Space Sciences, University of Washington. مؤرشف من الأصل في 2023-12-04. اطلع عليه بتاريخ 2018-12-01.
7. ↑  Fradin، Judith Bloom and Dennis Brindell (2008). Witness to Disaster: Tsunamis. Washington, D.C.: منظمة ناشيونال جيوغرافيك. ص. 42–43. مؤرشف من الأصل في 2012-04-06.
8. 1 2  ثوقيديدس: “A History of the Peloponnesian War”, 3.89.1–4 نسخة محفوظة 2023-10-21 على موقع واي باك مشين.
9. 1 2 3  Smid، T. C. (أبريل 1970). 'Tsunamis' in Greek Literature (ط. 2nd). ج. 17. ص. 100–104. {{استشهاد بكتاب}}: |عمل= تُجوهل (مساعدة)
10. ↑  [a. Jap. tsunami, tunami, f. tsu harbour + nami waves.—Oxford English Dictionary]
11. ↑  "Definition of Tidal Wave". مؤرشف من الأصل في 2023-12-04. اطلع عليه بتاريخ 2016-11-03.
12. ↑  "Tidal", The American Heritage Stedman's Medical Dictionary. Houghton Mifflin Company. 11 November 2008.Dictionary.reference.com نسخة محفوظة 2023-12-04 على موقع واي باك مشين.
13. ↑  -al. (n.d.). Dictionary.com Unabridged (v 1.1). Retrieved November 11, 2008, Dictionary.reference.com نسخة محفوظة 2023-12-04 على موقع واي باك مشين.
14. ↑  "Forty Feet High and It Kills!" Hawaii Five-O. Writ. Robert C. Dennis and Edward J. Lakso. Dir. Michael O'Herlihy. CBS, 8 Oct. 1969. Television.
15. ↑  "tsunamis". مؤرشف من الأصل في 2023-12-04. اطلع عليه بتاريخ 2016-11-03.
16. ↑  postcode=3001، corporateName=Bureau of Meteorology; address=GPO Box 1289, Melbourne, Victoria, Australia. "Joint Australian Tsunami Warning Centre". مؤرشف من الأصل في 2023-12-04. اطلع عليه بتاريخ 2016-11-03.{{استشهاد ويب}}:  صيانة الاستشهاد: أسماء عددية: قائمة المؤلفين (link) صيانة الاستشهاد: أسماء متعددة: قائمة المؤلفين (link)
17. ↑  Svennevig، Kristian؛ Hermanns، Reginald L.؛ Keiding، Marie؛ Binder، Daniel؛ Citterio، Michelle؛ Dahl-Jensen، Trine؛ Mertl، Stefan؛ Sørensen، Erik Vest؛ Voss، Peter H. (23 يوليو 2022). "A large frozen debris avalanche entraining warming permafrost ground—the June 2021 Assapaat landslide, West Greenland". Landslides. Springer Link. ج. 19 ع. 11: 2549–2567. Bibcode:2022Lands..19.2549S. DOI:10.1007/s10346-022-01922-7. ISSN:1612-510X.
18. ↑  Indian Ocean tsunami anniversary: Memorial events held 26 December 2014, BBC News نسخة محفوظة 2023-03-26 على موقع واي باك مشين.
19. ↑  The 10 most destructive tsunamis in history نسخة محفوظة 2013-12-04 على موقع واي باك مشين., Australian Geographic, March 16, 2011.
20. ↑  Kelly، Gavin (2004). "Ammianus and the Great Tsunami". The Journal of Roman Studies. ج. 94 ع. 141: 141–167. DOI:10.2307/4135013. hdl:20.500.11820/635a4807-14c9-4044-9caa-8f8e3005cb24. JSTOR:4135013. S2CID:160152988. مؤرشف من الأصل في 2023-03-26.
21. ↑  Stanley, Jean-Daniel & Jorstad, Thomas F. (2005), "The 365 A.D. Tsunami Destruction of Alexandria, Egypt: Erosion, Deformation of Strata and Introduction of Allochthonous Material نسخة محفوظة 2017-05-25 على موقع واي باك مشين."
22. ↑  Haugen، K؛ Lovholt، F؛ Harbitz، C (2005). "Fundamental mechanisms for tsunami generation by submarine mass flows in idealised geometries". Marine and Petroleum Geology. ج. 22 ع. 1–2: 209–217. Bibcode:2005MarPG..22..209H. DOI:10.1016/j.marpetgeo.2004.10.016.
23. ↑  "Tsunami Locations & Occurrences". National Weather Service. مؤرشف من الأصل في 2023-06-03. اطلع عليه بتاريخ 2022-01-16.
24. ↑  Krieger، Lisa M. (15 يناير 2022). "Volcanic tsunamis: Why they are so difficult to predict". The Mercury News. مؤرشف من الأصل في 2023-12-04. اطلع عليه بتاريخ 2022-01-16.
25. ↑  "Tsunamis". National Geographic. مؤرشف من الأصل في 2021-04-12. اطلع عليه بتاريخ 2022-01-16.
26. ↑  Voit، S.S (1987). "Tsunamis". Annual Review of Fluid Mechanics. ج. 19 ع. 1: 217–236. Bibcode:1987AnRFM..19..217V. DOI:10.1146/annurev.fl.19.010187.001245.
27. ↑  Margaritondo، G (2005). "Explaining the physics of tsunamis to undergraduate and non-physics students" (PDF). European Journal of Physics. ج. 26 ع. 3: 401–407. Bibcode:2005EJPh...26..401M. DOI:10.1088/0143-0807/26/3/007. S2CID:7512603. مؤرشف من الأصل (PDF) في 2019-02-19.
28. ↑  Tia Ghose (2014). "Are Ocean Asteroid Impacts Really a Serious Threat?". مؤرشف من الأصل في 2023-12-04.
29. ↑  Lynnes، C. S.؛ Lay، T. (1988)، "Source Process of the Great 1977 Sumba Earthquake" (PDF)، Geophysical Research Letters، الاتحاد الجيوفيزيائي الأمريكي، ج. 93، ص. 13, 407–13, 420، Bibcode:1988JGR....9313407L، DOI:10.1029/JB093iB11p13407، مؤرشف من الأصل (PDF) في 2023-06-25
30. ↑  Kanamori H. (1971). "Seismological evidence for a lithospheric normal faulting – the Sanriku earthquake of 1933". Physics of the Earth and Planetary Interiors. ج. 4 ع. 4: 298–300. Bibcode:1971PEPI....4..289K. DOI:10.1016/0031-9201(71)90013-6.
31. ↑  Facts and figures: how tsunamis form نسخة محفوظة 2013-11-05 على موقع واي باك مشين., Australian Geographic, March 18, 2011.
32. ↑  George Pararas-Carayannis (1999). "The Mega-Tsunami of July 9, 1958 in Lituya Bay, Alaska". مؤرشف من الأصل في 2023-12-04. اطلع عليه بتاريخ 2014-02-27.
33. ↑  "alaskashipwreck.com Alaska Shipwrecks (B)". مؤرشف من الأصل في 2023-07-19.
34. ↑  "alaskashipwreck.com Alaska Shipwrecks (S)". مؤرشف من الأصل في 2023-07-11.
35. ↑  "Dickson, Ian, "60 Years Ago: The 1958 Earthquake and Lituya Bay Megatsunami," University of Alaska Fairbanks Alaska Earthquake Center, July 13, 2018 Retrieved December 2, 2018". مؤرشف من الأصل في 2023-06-03.
36. ↑  Petley, Dave (Professor) (11 ديسمبر 2008). "The Vaiont (Vajont) landslide of 1963". The Landslide Blog. مؤرشف من الأصل في 2013-12-06. اطلع عليه بتاريخ 2014-02-26.
37. ↑  Duff، Mark (10 أكتوبر 2013). "Italy Vajont anniversary: Night of the 'tsunami'". BBC News. Bbc.co.uk. مؤرشف من الأصل في 2023-12-04. اطلع عليه بتاريخ 2014-02-27.
38. ↑  Pararas-Carayannis، George (2002). "Evaluation of the threat of mega tsunami generation from postulated massive slope failures of the island volcanoes on La Palma, Canary Islands, and on the island of Hawaii". Science of Tsunami Hazards. ج. 20 ع. 5: 251–277. مؤرشف من الأصل في 2023-06-06. اطلع عليه بتاريخ 2014-09-07.
39. ↑  Paris، R. (2015). "Source mechanisms of volcanic tsunamis". Phil. Trans. R. Soc. ج. 373 ع. 2053. Bibcode:2015RSPTA.37340380P. DOI:10.1098/rsta.2014.0380. PMID:26392617. S2CID:43187708.
40. 1 2  Latter، J. H. (1981). "Tsunamis of volcanic origin: Summary of causes, with particular reference to Krakatoa, 1883". Bulletin Volcanologique. ج. 44 ع. 3: 467–490. Bibcode:1981BVol...44..467L. DOI:10.1007/BF02600578. S2CID:129637214. مؤرشف من الأصل في 2023-10-11.
41. ↑  Day، Simon J. (2015). "Volcanic Tsunamis". The Encyclopedia of Volcanoes. إلزيفير. ص. 993–1009. DOI:10.1016/B978-0-12-385938-9.00058-4. ISBN:9780123859389. اطلع عليه بتاريخ 2022-03-21.
42. ↑  Hayward، Matthew. W.؛ Whittaker، C. N.؛ Lane، E. M.؛ Power، W. L.؛ Popinet، S.؛ White، J.D.L. (2022). "Multilayer modelling of waves generated by explosive subaqueous volcanism". Natural Hazards and Earth System Sciences. ج. 22 ع. 2: 617–637. Bibcode:2022NHESS..22..617H. DOI:10.5194/nhess-22-617-2022. مؤرشف من الأصل في 2023-06-03.
43. ↑  Battershill، L. (2021). "Numerical Simulations of a Fluidized Granular Flow Entry Into Water: Insights Into Modeling Tsunami Generation by Pyroclastic Density Currents". مجلة البحوث الجيوفيزيائية. ج. 126 ع. 11. Bibcode:2021JGRB..12622855B. DOI:10.1029/2021JB022855. S2CID:243837214. مؤرشف من الأصل في 2023-06-03.
44. 1 2  Monserrat، S.؛ Vilibíc، I.؛ Rabinovich، A. B. (2006). "Meteotsunamis: atmospherically induced destructive ocean waves in the tsunami frequency band". Natural Hazards and Earth System Sciences. ج. 6 ع. 6: 1035–1051. Bibcode:2006NHESS...6.1035M. DOI:10.5194/nhess-6-1035-2006.
45. ↑  "The Hauraki Gulf Marine Park, Part 2". Inset to نيوزيلاند هيرالد. 3 مارس 2010. ص. 9.
46. ↑  Glasstone، Samuel؛ Dolan، Philip (1977). Shock effects of surface and subsurface bursts – The effects of nuclear weapons (ط. third). Washington, DC: U.S. Department of Defense; Energy Research and Development Administration.
47. 1 2  "Life of a Tsunami". Western Coastal & Marine Geology. United States Geographical Survey. 22 أكتوبر 2008. مؤرشف من الأصل في 2023-04-06. اطلع عليه بتاريخ 2009-09-09.
48. ↑  Prof. Stephen A. Nelson (28 يناير 2009). "Tsunami". Tulane University. مؤرشف من الأصل في 2023-06-03. اطلع عليه بتاريخ 2009-09-09.
49. ↑  "Tsunamis in the United States". WorldData. مؤرشف من الأصل في 2023-06-03.
50. ↑  "Tsunamis in Mexico". WorldData. مؤرشف من الأصل في 2023-06-03.
51. ↑  "Tsunamis in Taiwan". Worlddata.info. مؤرشف من الأصل في 2023-06-03.
52. ↑  "Tsunamis in Japan". Worlddata.info. مؤرشف من الأصل في 2023-06-03.
53. ↑  Soloviev, S., & Go, N., 1974 (English transl. 1984), “Catalogue of tsunamis on the western shore of the Pacific Ocean”, Canadian Translation of Fisheries and Aquatic Sciences, No. 5077, (310 p). نسخة محفوظة 2021-12-21 على موقع واي باك مشين.
54. ↑  Center، National Geophysical Data. "NGDC/WDS Global Historical Tsunami Database – NCEI". مؤرشف من الأصل في 2023-12-04. اطلع عليه بتاريخ 2016-11-03.
55. ↑  Katsetsiadou, K.N., Andreadakis, E. and Lekkas, E., 2016. Tsunami intensity mapping: applying the integrated Tsunami Intensity Scale (ITIS2012) on Ishinomaki Bay Coast after the mega-tsunami of Tohoku, March 11, 2011. Research in Geophysics, 5(1). نسخة محفوظة 2023-12-04 على موقع واي باك مشين.
56. ↑  Lekkas E.؛ Andreadakis E.؛ Kostaki I. & Kapourani E. (2013). "A Proposal for a New Integrated Tsunami Intensity Scale (ITIS‐2012)". Bulletin of the Seismological Society of America. ج. 103 ع. 2B: 1493–1502. Bibcode:2013BuSSA.103.1493L. DOI:10.1785/0120120099.
57. ↑  Gusiakov V. "Tsunami Quantification: how we measure the overall size of tsunami (Review of tsunami intensity and magnitude scales)" (PDF). مؤرشف من الأصل (PDF) في 2023-11-07. اطلع عليه بتاريخ 2009-10-18.
58. ↑  Abe K. (1995). Estimate of Tsunami Run-up Heights from Earthquake Magnitudes. Springer. ISBN:978-0-7923-3483-5. مؤرشف من الأصل في 2023-06-05. اطلع عليه بتاريخ 2009-10-18. {{استشهاد بكتاب}}: |عمل= تُجوهل (مساعدة)
59. ↑  "Tsunami Glossary". مؤرشف من الأصل في 2023-06-03.
60. ↑  "Tsunami Terms". مؤرشف من الأصل في 2023-06-03.
61. ↑  "津波について". مؤرشف من الأصل في 2023-12-03.
62. ↑  "津波の高さの定義". مؤرشف من الأصل في 2023-06-03. اطلع عليه بتاريخ 2012-02-19.[وصلة مكسورة]
63. ↑  "Tsunami Amplitude". مؤرشف من الأصل في 2023-06-03.
64. ↑  Lambourne، Helen (27 مارس 2005). "Tsunami: Anatomy of a disaster". BBC. مؤرشف من الأصل في 2023-06-03.
65. ↑  Kenneally، Christine (30 ديسمبر 2004). "Surviving the Tsunami: What Sri Lanka's animals knew that humans didn't". Slate Magazine. مؤرشف من الأصل في 2023-11-23.
66. ↑  "Journalist's Resource: Research for Reporting, from Harvard Shorenstein Center". Content.hks.harvard.edu. 30 مايو 2012. مؤرشف من الأصل في 2023-06-03. اطلع عليه بتاريخ 2012-06-12.
67. ↑  Phillip Lipscy, Kenji Kushida, and Trevor Incerti. 2013. "The Fukushima Disaster and Japan’s Nuclear Plant Vulnerability in Comparative Perspective نسخة محفوظة 2013-10-29 على موقع واي باك مشين.". Environmental Science and Technology 47 (May), 6082–6088.
68. ↑  Fukada, Takahiro (21 سبتمبر 2011). "Iwate fisheries continue struggle to recover". اليابان تايمز. ص. 3. مؤرشف من الأصل في 2023-08-13. اطلع عليه بتاريخ 2016-09-18.
69. ↑  George Pararas-Carayannis. "The Earthquake and Tsunami of July 12, 1993 in the Sea of Japan/East Sea". www.drgeorgepc.com. مؤرشف من الأصل في 2023-06-07. اطلع عليه بتاريخ 2016-09-18.

## الروابط الخارجية

### مقالات ومواقع على الإنترنت
- geology.com  أعلى تسونامي نجم عن سقوط صخرة
- كيفية النجاة من التسونامي -- دليل للأطفال والشباب  نسخة محفوظة 11 مارس 2008 على موقع واي باك مشين.
- مركز معلومات التسونامي في جاكرتا
- متحف تسونامي المحيط الهادي
- مجلة«علوم مخاطر التسونامي»
- مراكز تسونامي  هيئة الأرصاد الجوية الوطنية الأمريكية.
- قاعدة بيانات التسونامي واحصاءات مفصلة  نسخة محفوظة 12 نوفمبر 2012 على موقع واي باك مشين.
- تحذير من تسونامي  نسخة محفوظة 28 مايو 2009 على موقع واي باك مشين. تحذيرات التسونامي عبر الهاتف المحمول.
- التسونامي والزلازل
- هيئة المسح الجيولوجي الأمريكية: النجاة من التسونامي  (الولايات المتحدة)

### الصور والفيديو
- كاميرات فيديو للهواة في 26 ديسمبر 2004 للتسونامي الذي ضرب سريلانكا وتايلاند وإندونيسيا) للبحث عن تسونامي)
- رسوم متحركة لتسونامي عام 1960 من خارج سواحل شيلي  نسخة محفوظة 16 يوليو 2006 على موقع واي باك مشين.
- الرسوم المتحركة والمحاكاة الفعلية لأحداث التسونامي  من the NOAA Center for Tsunami Research
- سي بي سي الأرشيف الرقمي -- زلازل وتسونامي كندا
- الرسوم المتحركة الإلكترونية للتسونامي  نسخة محفوظة 5 يناير 2005 على موقع واي باك مشين.
- الصور  نسخة محفوظة 26 يونيو 2007 على موقع واي باك مشين. و الفيديو  نسخة محفوظة 29 يونيو 2007 على موقع واي باك مشين. للمساعدات الإنسانية إلى المناطق التي ضربتها الأمواج العاتية المقدمة من القوات المسلحة السنغافورية